# Нітрити (естери)
Нітри́ти (рос. органические нитриты, англ. organic nitrites) — естери нітритної кислоти, в яких атом C органічного залишку зв'язаний з нітритною групою -ONO.
Нітрити є нестійкими сполуками, зв'язок RO–NO легко гомолітично розривається (енергія дисоціації близько 155 кДж/моль). Легко гідролізуються.
Використовуються для нітрозування органічних сполук.